# 고르곤 시티
고르곤 시티(Gorgon City)는 잉글랜드 출신의 UK 개러지 듀오다. 대표곡은 〈Real〉, 〈Ready for Your Love〉이다.